# Andinia peruviana
Andinia peruviana — новий вид з департаменту Амазонас, Перу. Оновлений філогенетичний аналіз ще раз підтверджує монофілетичну природу Andinia sensu lato та додатково підтримує запропонований раніше опис, який включав роди Lueranthos, Masdevalliantha, Neooreophilus, Xenosia. Andinia subgenus Aenigma отримав рішучу підтримку в усіх аналізах. Було визначено, що новий вид філогенетично належить до підроду Aenigma разом з A. barbata, A. dalstroemii, A. hirtzii, A. pogonion, A. schizopogon, A. uchucayensis.

## Морфологічна характеристика
Andinia peruviana найбільш схожа на Andinia schizopogon, але відрізняється бічними чашолистками, сполученими протягом ≈ 2/3 своєї довжини (проти споріднених – менше ніж на 1/2 довжини), вкриті волосками довжиною до 5 мм (проти довго-запушено-шипчатих), із сильно закрученими сторонами (проти закрученими сторонами), пелюстки із звивистими віями на краї (порівняно з мікроскопічно нерівними краями).

## Етимологія
Видова назва стосується країни, де вперше був зібраний тип, Перу.